# Oleg Fedoseev
Oleg Georgievič Fedoseev (in russo Олег Георгиевич Федосеев?, tr. en. Oleg Fedoseyev; Mosca, 4 giugno 1936 – Mosca, 14 giugno 2001) è stato un triplista e lunghista sovietico, vincitore di una medaglia d'argento ai Giochi olimpici di Tokyo 1964.

## Biografia
Fedoseev fu campione sovietico nel salto in lungo nel 1956 e 1958, ciononostante si classificò solo ottavo a Melbourne 1956 e agli Europei di Stoccolma 1958. Dati i risultati, si avvicinò al salto triplo e nel 1959 vinse il titolo sovietico e stabilì il nuovo record nazionale (16,70 m).
In questa disciplina conquistò prima la medaglia di bronzo agli Europei di Belgrado 1962 e a Tokyo 1964 la medaglia d'argento olimpica. Fedoseev ha gareggiato, solo a titolo nazionale, anche nelle gare di velocità arrivando sul gradino più alto del podio nella staffetta 4×100 m nel 1962.

## Palmarès
| Anno | Manifestazione  | Sede     | Evento       | Risultato | Prestazione | Note |
| ---- | --------------- | -------- | ------------ | --------- | ----------- | ---- |
| 1962 | Europei         | Belgrado | Salto triplo | Bronzo    | 16,24 m     |      |
| 1964 | Giochi olimpici | Tokyo    | Salto triplo | Argento   | 16,58 m     |      |